# Initiative populaire « pour un assouplissement de l'AVS - contre le relèvement de l'âge de la retraite des femmes »
L'initiative populaire « pour un assouplissement de l'AVS - contre le relèvement de l'âge de la retraite des femmes », est une initiative populaire suisse, rejetée par le peuple le 26 novembre 2000.

## Contenu
L'initiative demande la modification de l'article 32quarter de la Constitution fédérale pour permettre aux personnes d'exerçant plus d'activité lucrative de profiter d'une rente complète dès 62 ans.
Le texte complet de l'initiative peut être consulté sur le site de la Chancellerie fédérale.

## Déroulement

### Contexte historique
Depuis l'introduction de l'assurance-vieillesse et survivants en 1948, l'âge de la retraite est fixé à 65 ans pour les hommes. Pour les femmes, la limité a été initialement fixée à 65 ans, puis abaissée à 63 ans en 1957 et à 62 ans en 1964.
Lors de la préparation à la 9e révision de cette assurance en 1976, alors que le Conseil fédéral a proposé de relever l'âge de la retraite des femmes de 60 à 62 ans pour l'octroi d'une rente de vieillesse pour couple, les Organisations progressistes de Suisse (POCH) lancent une initiative visant à abaisser l'âge de la retraite à 60 ans pour les hommes et 58 ans pour les femmes. Cette proposition est rejetée en votation populaire le 26 février 1978 et la 9e révision de l'AVS peut ainsi entrer en service au début des années 1980.
Après le refus en votation le 12 juin 1988 d'une nouvelle initiative des POCH « visant à abaisser à 62 ans pour les hommes et à 60 ans pour les femmes l'âge donnant droit à la rente AVS », l'une des principales mesures apportée par la 10e révision de l'Assurance-vieillesse et survivants (AVS) votée le 25 juin 1995 et entrée en vigueur en 1996 concernait l'élévation progressive de l'âge de la retraite des femmes de 62 à 64 ans. En contrepartie était introduit le concept de « retraite à la carte », permettant aux actifs ayant au moins 41 ans d'activité professionnelle de prendre plus rapidement leur retraite, moyennant une pénalité de 6,8 % par année d'anticipation. Dans le cadre de cette révision, trois initiatives sont déposées sur ce sujet ; outre la présente initiative, l'initiative populaire « pour la 10e révision de l'AVS sans relèvement de l'âge de la retraite » présentée par l'Union syndicale suisse et l'initiative populaire « pour une retraite à la carte dès 62 ans, tant pour les femmes que pour les hommes » présentée par le Parti écologique suisse, sont également déposées. Aucune des trois initiatives ne seront cependant acceptées en votation.

### Récolte des signatures et dépôt de l'initiative
La récolte des 100 000 signatures nécessaires débute le 15 novembre 1994. Le 15 mai 1996, l'initiative est déposée à la Chancellerie fédérale, qui constate son aboutissement le 5 juillet.

### Discussions et recommandations des autorités
Le Parlement et le Conseil fédéral recommandent tous deux le rejet de l'initiative. Dans son message adressé à l'assemblée fédérale, le gouvernement met en avant le coût trop élevé induit par les dépenses liées aux personnes profitant de cette nouvelle mesure. Le Conseil fédéral estime à 2 milliards de francs, soit 7 % des dépenses totales, cette augmentation.
Les recommandations de vote des partis politiques sont les suivantes : 
| Parti politique              | Recommandation |
| ---------------------------- | -------------- |
| Démocrates suisses           | non            |
| Parti chrétien-social        | oui            |
| Parti démocrate-chrétien     | non            |
| Parti évangélique            | oui            |
| Parti libéral                | non            |
| Parti de la liberté          | non            |
| Parti radical-démocratique   | non            |
| Parti socialiste             | oui            |
| Union démocratique du centre | non            |
| Les Verts                    | oui            |

### Votation
Le 26 novembre 2000, l'initiative est refusée par 16 6/2 cantons et par 60,5 % des suffrages exprimés. Le tableau ci-dessous détaille les résultats par canton :
L'initiative est soumise au vote le même jour que celle « pour une retraite à la carte dès 62 ans, tant pour les femmes que pour les hommes » des Verts. Cette seconde initiative est également refusée par 54 % des votants.